# Ключевский сельсовет (Башкортостан)
Ключе́вский сельсовет — административно-территориальная единица и муниципальное образование в Аскинском районе Республики Башкортостан Российской Федерации.

## История
Законом «О границах, статусе и административных центрах муниципальных образований в Республике Башкортостан» муниципальное образование наделено статусом сельского поселения.

## Население
| 2002 | 2009 | 2010 | 2012 | 2013 | 2014 | 2015 |
| ---- | ---- | ---- | ---- | ---- | ---- | ---- |
| 590  | ↘517 | ↘419 | ↘407 | ↘392 | ↘361 | ↘360 |
| 2016 | 2017 |      |      |      |      |      |
| ↘353 | ↘336 |      |      |      |      |      |

## Состав сельского поселения
| № | Населённый пункт | Тип населённого пункта       | Население |
| - | ---------------- | ---------------------------- | --------- |
| 1 | Ключи            | село, административный центр | ↘170      |
| 2 | Кучаново         | село                         | ↘127      |
| 3 | Степановка       | деревня                      | ↘122      |